# Фоссомброния аляскинская
Фоссомброния аляскинская (лат. Fossombronia alaskana) — вид печёночных мхов рода Фоссомброния (Fossombronia) семейства Фоссомброниевые (Fossombroniaceae).

## Ботаническое описание
Зелёный до коричневатого и пурпурного цвета, обоеполый печёночник длиной 2—7 мм и шириной 1—2 мм. Листья выемчатые, волнистые, образованы крупными  тонкостенными клетками без yгловых утолщений, и тёмно пурпурными ризоидами.
Спорофит окружён периантием. Споры крупные, ячеистые.

## Экология и Ареал
Кальцефил. Обитает в тундре.
В России известно лишь два местонахождения вида: в ЯНАО и на Чукотском полуострове.
Вне России встречается на Аляске и на западе Гренландии.

## Охрана
Внесена в Красную книгу РФ и в Красную книгу Чукотского автономного округа.